# Harheimer Ried
Das Harheimer Ried ist ein Naturschutzgebiet auf dem Gebiet der Stadt Frankfurt am Main in Hessen. Es liegt im Frankfurter Grüngürtel am östlichen Ortsrand des nördlichen Frankfurter Stadtteils Harheim, unmittelbar an der Stadtgrenze zu Bad Vilbel. Im Norden grenzt das Gebiet an die Wohnbebauung Harheims sowie an landwirtschaftlich genutzte Flächen, ein schmaler südlicher Ausläufer des NSGs grenzt an das orografisch rechte, geografisch nördliche Ufer der Nidda. Das 4,99 ha große Gebiet mit der Kennung 1412007 ist seit dem Jahr 2007 als Naturschutzgebiet ausgewiesen.

## Einzelnachweise

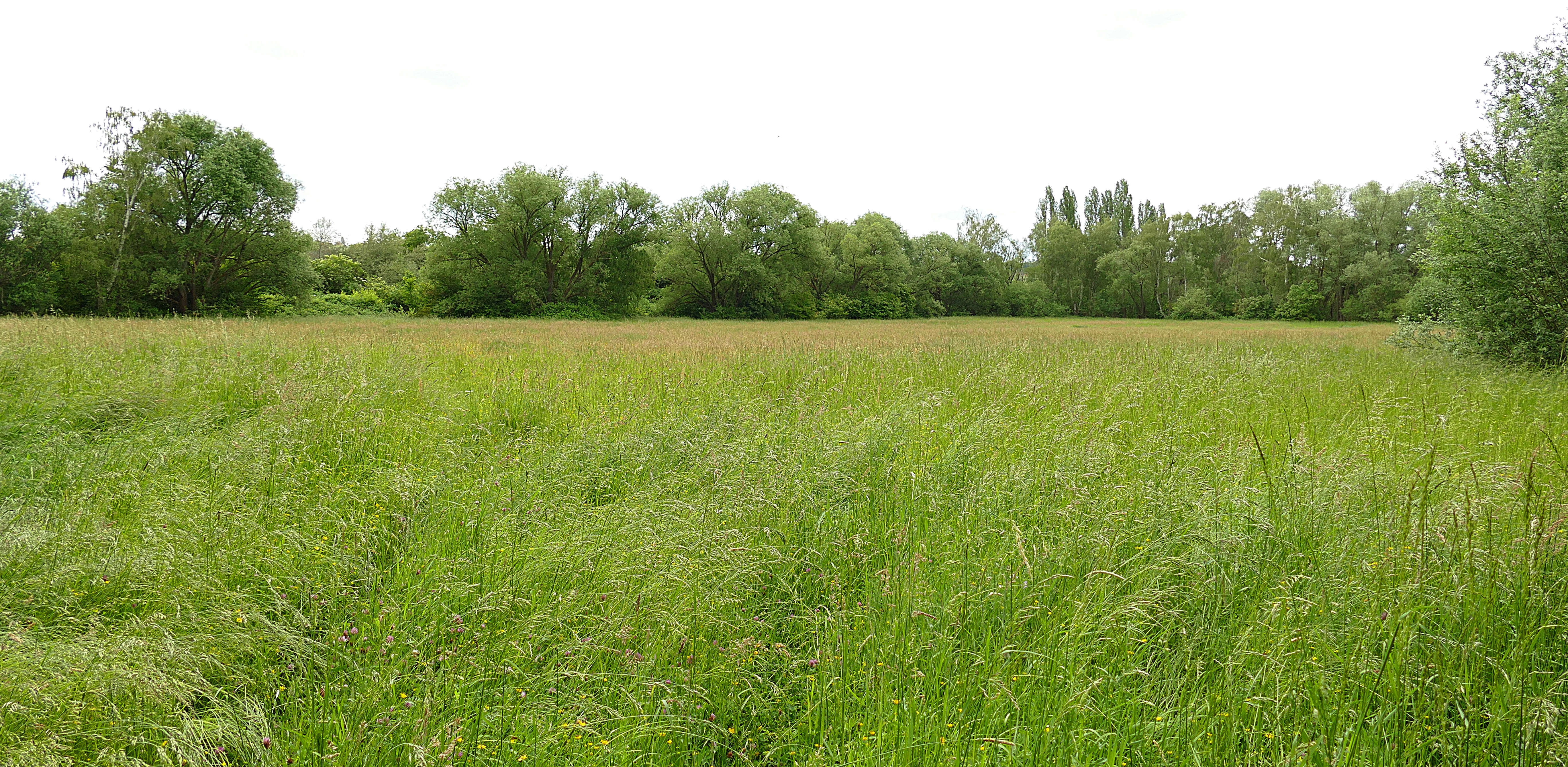
Naturschutzgebiet Harheimer Ried